# Pierre Louis Dulong
Pierre Louis Dulong, född 12 februari 1785 i Rouen, död 19 juli 1838 i Paris, var en fransk kemist och fysiker.
Dulong var först läkare, blev sedan preparator vid Collège de France, lärare vid École normale supérieure samt professor först vid Faculté des sciences, sedan vid École polytechnique, där han slutligen blev direktör. Han var ledamot av franska och svenska Vetenskapsakademien (1830).  Hans namn tillhör de 72 som är ingraverade på Eiffeltornet.
Dulong var en av sin tids främsta fysiker och kemister. Tillsammans med Alexis Thérèse Petit gjorde han den viktiga upptäckten, att flertalet av de fria elementen har nästan samma värmekapacitivitet. Denna företeelse är känd under namnet den Dulongska lagen eller Dulong–Petits lag. Andra undersökningar av honom och Petit avsåg varma kroppars avkylning och kroppars värmeutvidgning. 
Tillsammans med François Arago utförde Dulong på franska Vetenskapsakademiens uppdrag undersökningar angående gasernas förhållande vid olika tryck ävensom angående mättad vattenångas tryck (mellan 100 och 214°C). Dulong utförde även noggranna undersökningar angående gasers ljusbrytning och värmeutvecklingen vid kroppars förbränning samt vid djurens livsprocess. Dessa viktiga försök avbröts genom hans död. Han upptäckte det starkt explosiva klorkvävet, vilken upptäckt kostade honom ett öga och två fingrar (1811). Vid Jöns Jacob Berzelius besök i Paris 1819 verkställde Dulong tillsammans med honom undersökningar över vätets atomvikt och vattnets sammansättning.